# Вернадовка (станция)
Верна́довка — узловая железнодорожная станция Куйбышевской железной дороги на линии Пенза — Ряжск (линия неэлектрифицирована), расположена в посёлке Вернадовка Пичаевского района Тамбовской области. От станции отходит линия на Кустарёвку. Через станцию осуществляются перевозки пассажиров на Москву, Пензу, Орск, Караганду, Брест; пригородное пассажирское движение на Пачелму, Морсово, Моршанск.

## История
Открыта как станция Моршанско-Сызранская железной дороги (впоследствии Сызрано-Вяземской железной дороги) в 1874 году недалеко от хутора Шигаевский, принадлежавшего Ивану Васильевичу Вернадскому (отцу выдающегося учёного и общественного деятеля Владимира Ивановича Вернадского), который получил владение в приданое. И. В. Вернадский добился, чтобы железная дорога была проведена вблизи хутора Шигаевский, выделив участок земли под железную дорогу, вокзал и станционные постройки. Станция была названа по фамилии владельца поместья Вернадовкой.

## Дальнее следование по станции
| № поезда | Маршрут движения       | № поезда | Маршрут движения       |
| -------- | ---------------------- | -------- | ---------------------- |
| 93       | Пенза — Москва         | 94       | Москва — Пенза         |
| 121      | Пенза — Москва         | 122      | Москва — Пенза         |
| 131      | Орск — Москва          | 132      | Москва — Орск          |
| 317      | Караганда — Барановичи | 318      | Барановичи — Караганда |
| 327      | Казань — Минск         | 328      | Минск — Казань         |

| № поезда | Маршрут движения        | № поезда | Маршрут движения        |
| -------- | ----------------------- | -------- | ----------------------- |
| 425      | Челябинск — Калининград | 426      | Калининград — Челябинск |